# Охтирська вулиця (Київ)
Охти́рська ву́лиця — вулиця у Солом'янському районі міста Києва, місцевість Совки. Пролягає від вулиці Каменярів до Холодноярської вулиці та Охтирського провулку.

## Історія
Початки історії вулиці сягають ще 60-х років XIX століття — саме тоді вперше майбутня вулиця Охтирська фіксується на планах міста з околицями. Назви скоріш за все не мала і напевно, забудована не була. У 30-х роках ХХ століття мала назву 2-а Народна (на картах 1930—40-х років позначена як Ново-Народна). Сучасна назва — з 1955 року, на честь міста Охтирка.